# ليمون (محافظة)
ليمون (بالإسبانية: Limón)‏ هي محافظة من أهم محافظات كوستاريكا، وتغطي مساحة 9,189 كم²، وعدد سكانها يقارب 386,862 نسمة. تقع غالبية المقاطعة في المنخفضات الكاريبية، على الرغم أن الجزء الجنوبي الغربي يحوي سلسلة جبال غزيرة تدعى بكورديجيرا دي تلمنكا. يحد محافظة ليمون من الشمال نيكاراغوا بنهر سان خوان، كما يحدها من الغرب محافظات إيريذيا وكارتاغو وبونتاريناس. أما من الجنوب يفصلها نهر سيكساولا عن بنما. كما تتضمن المحافظة 6 كانتونات، ولكل كانتون عدد من المقاطعات. وتعتبر محافظة ليمون المحافظة ذات التنوع الثقافي الأكبر، حيث يقطنها بشكل كبير الكاريبيون والسكان المحليون. والعديد من اللغات كالإسبانية واللغة المحلية (ليمون كريوليه). المدينة الرئيسة هي ميناء ليمون، ومن المدن الهامة أيضا سيكيرّيس، ميناء تلمنكا القديم وغوابيليس. يدعي سكان ليمون باليمونيون أو بالإسبانية limonenses.

## المناخ
يظهر الجدول التالي التغييرات المناخية على مدار السنة لليمون:
| البيانات المناخية لـليمون         | البيانات المناخية لـليمون | البيانات المناخية لـليمون | البيانات المناخية لـليمون | البيانات المناخية لـليمون | البيانات المناخية لـليمون | البيانات المناخية لـليمون | البيانات المناخية لـليمون | البيانات المناخية لـليمون | البيانات المناخية لـليمون | البيانات المناخية لـليمون | البيانات المناخية لـليمون | البيانات المناخية لـليمون | البيانات المناخية لـليمون |
| الشهر                             | يناير                     | فبراير                    | مارس                      | أبريل                     | مايو                      | يونيو                     | يوليو                     | أغسطس                     | سبتمبر                    | أكتوبر                    | نوفمبر                    | ديسمبر                    | المعدل السنوي             |
| --------------------------------- | ------------------------- | ------------------------- | ------------------------- | ------------------------- | ------------------------- | ------------------------- | ------------------------- | ------------------------- | ------------------------- | ------------------------- | ------------------------- | ------------------------- | ------------------------- |
| متوسط درجة الحرارة الكبرى °م (°ف) | 27 (80)                   | 27 (80)                   | 28 (82)                   | 28 (83)                   | 28 (83)                   | 28 (83)                   | 28 (82)                   | 28 (82)                   | 29 (84)                   | 28 (83)                   | 27 (81)                   | 27 (80)                   | 27.7 (81.9)               |
| متوسط درجة الحرارة الصغرى °م (°ف) | 22 (71)                   | 22 (71)                   | 22 (72)                   | 23 (73)                   | 24 (75)                   | 24 (75)                   | 23 (74)                   | 23 (74)                   | 24 (75)                   | 24 (75)                   | 23 (73)                   | 22 (72)                   | 22.9 (73.3)               |
| الهطول مم (إنش)                   | 319 (12.56)               | 201 (7.90)                | 193 (7.61)                | 287 (11.30)               | 281 (11.08)               | 276 (10.87)               | 408 (16.06)               | 289 (11.37)               | 163 (6.42)                | 198 (7.80)                | 367 (14.45)               | 402 (15.81)               | 3٬384 (133.23)            |
| المصدر: Weather Underground       |                           |                           |                           |                           |                           |                           |                           |                           |                           |                           |                           |                           |                           |

## المقاطعات
تقسم محافظة ليمون إلى 6 مقاطعات هي :
1. غواسيمو
2. ليمون
3. ماتينا
4. بوكوسي
5. سيكيريس
6. تلمنكا

## أعلام
- كيينار براون
- كيندال واستون
- هنري كوبر
- خواكين غوتيريز
- آلفين بينيت